# Wieden
Wieden ( [ˈviːdn̩] (ajuda·info)) é um distrito de Viena. Muitos estudantes vivem nesta área, tornando-a numa das mais jovens regiões de Viena. Isto deve-se ao facto da Universidade Técnica de Viena se situar neste distrito.
Wieden é também um distrito na Alemanha na Baden-Württemberg.

## Política
A Bezirksvorsteherin é Susanne Reichard, do Partido Popular Austríaco.

### Parlamento do Município

#### Assentos
- ÖVP 12

- SPÖ 12

- Die Grünen 12

- FPÖ 2

- Elegemos o Wieden 1

- independente 1